# 33.333 (film, 1936)
33.333 är en svensk dramafilm från 1936 regisserad av John Lindlöf. 

## Om filmen
Filmen premiärvisades 2 mars 1936. Som förlaga har man folkpjäsen 33.333 av Algot Sandberg, där handlingen hade flyttats från 1911 till 1935. En andra filmatisering av pjäsen kom till stånd 1924 i regi av Gustaf Molander, se 33.333 (1924).

## Rollista
- Anders Henrikson - Slinken, skärslipare
- Bengt Djurberg - Tore Fredin
- Sten Lindgren - Hilmer
- Thor Modéen - Jonsson
- Carl Ström - Lukas Ferm
- Stina Sorbon - Maud
- Gesa Lindblad - Inga Ferm
- Maritta Marke - Jenny Ferm
- Hildur Lithman - fru Ferm
- Jullan Jonsson - fru Magnusson
- John Ekman - Wikskjöld, generalkonsul
- Frank Sundström - Ewald Wikskjöld, generalkonsulns son
- John Ericsson - en man
- Ulla Sorbon - kvinna på nattklubben Grottan

## Musik i filmen
- Blue Castilian Nights, kompositör Thord Rydén
- Du gamla, du fria, text Richard Dybeck
- Fresh From the South, kompositör Benee Russell
- In My Imagination (I mina fantasier), kompositör och engelsk text Thord Rydén svensk text Bernt Berger
- Polonäs, piano, nr 2, E-dur, kompositör Franz Liszt
- Pour un mot d'amour, kompositör Vincent Scotto
- Spinne, kleine Spinnerin, kompositör Heinrich Strecker